# Chinaz
Chinaz (en ouzbek : Chinoz / Чиноз, en russe : Чиназ), est une ville d'Ouzbékistan située dans la province de Tachkent.

## Géographie
Chinaz est située au confluent des rivières Tchirtchik et Syr-Daria.
La ville est le centre administratif du district de Chinaz.

## Population
En 2010, Chinaz comptait une population de 27 165 personnes.